# دانيال ألبا
دانيال ألبا (بالإسبانية: Daniel Alba)‏ هو مصارع هاوي مكسيكي، ولد في 8 نوفمبر 1940 في تشيهواهوا في المكسيك، وتوفي في 21 يناير 2012.

## وصلات خارجية
- دانيال ألبا على موقع أوليمبيديا (الإنجليزية)